# Макиесе, Жереми
Жереми Макиесе (французское произношение: [ʒeʁemi makjese, -eze] родился 15 июня 2000 г.) — бельгийский певец и футболист, прославившийся после победы на The Voice Belgique 2021. Представлял Бельгию на Евровидении 2022, где занял 19 место.

## Ранний период жизни
Макиесе родился в Антверпене в семье конголезцев. В 6 лет он и его семья (включая трёх его братьев и сестру) переехали в Беркем-Сент-Агат, затем через несколько лет в Дилбек, где будущий исполнитель провёл детство между двумя муниципалитетами, научившись говорить на голландском и французском языках. В конце концов он поселился в Уккеле.
Макиесе научился петь у обоих родителей (его мать играла на тамтаме), начав в церковном хоре в молодом возрасте, а затем перейдя на уроки пения в школе, где он принял участие и выиграл конкурс.

## Музыкальная карьера

### 2021: The Voice Belgique
12 января 2021 года Макиесе прошёл прослушивание в девятом сезоне шоу The Voice Belgique, присоединившись к команде Беверли Джо Скотт.
Во время дуэлей Макиесе сразился с Астрид Куйлитс, исполнившей «You Say» Лорен Дейгл, и выиграл дуэль, пройдя на живые выступления. Там он исполнил песню Джеймса Артура «You’re Nobody 'til Somebody Loves You». Его спас тренер, и он вышел в следующий раунд. В следующем туре он исполнил « Ça fait mal» Кристофа Мэя, где его снова спас тренер. В следующем туре он исполнил «Say Something» и вышел в полуфинал, где исполнил «Leave the Door Open» Бруно Марса. Он прошёл в гранд-финал.
В гранд-финале он исполнил три песни: «Earth Song», «Revival» (с Беверли Джо Скотт) и «Jealous», в итоге выиграв сезон.

### 2022: Евровидение
15 сентября 2021 года Radio-télévision belge de la Communauté française (RTBF) объявило, что выбрало Макиесе как представителя Бельгии на Евровидении 2022 в Турине.

## Артистизм

### Влияние
На Макиесе оказали влияние такие исполнители, как Майкл Джексон, Отис Реддинг, Грегори Портер, Джеймс Браун, Билл Холку и Арета Франклин, а также Damso и Stromae.

## Личная жизнь и другая деятельность
Сообщается, что Макиесе всегда интересовался футболом: в возрасте 13 лет он начал играть в качестве вратаря брюссельского клуба «BX». В сентябре 2021 года он подписал однолетний контракт с «Excelsior Virton» после игры с «Jeunesse Molenbeek», «Royal Wallonia Walhain» и ненадолго с «La Louvière Center» летом 2021 года.
После своего успеха в The Voice Belgique Макиесе сделал перерыв в своём высшем образовании в области геологии, чтобы сосредоточиться на своей певческой и спортивной карьере.